# Leslie Manigat
Leslie François Saint Roc Manigat (Port-au-Prince, 16 agosto 1930 – Port-au-Prince, 27 giugno 2014) è stato un politico haitiano.
Fu eletto presidente di Haiti in un'elezione strettamente controllata dai militari nel gennaio del 1988.

## Biografia
Leslie Manigat è un educatore. Fu professore presso la prestigiosa Université de Paris-VIII Vincennes dove fece corsi di Storia Internazionale. Ha anche pubblicato articoli sull'educazione in vari giornali haitiani: Le Nouvelliste, La Phalange, Le Matin.

### Elezioni presidenziali haitiane del 1988
Secondo il Provisional Electoral Council (Conseil Electoral Provisoire, o CEP) egli vinse le elezioni presidenziali del 17 gennaio 1988 con il 50,29% dei voti, sconfiggendo dieci altri candidati. Tuttavia il numero totale dei votanti era ben al di sotto del 10%. Sono pochi gli storici e gli esperti di questioni internazionali che considerano questa votazione come avvenuta democraticamente. Egli fu insediato il 7 febbraio 1988, e nominò Martial Célestin come primo ministro in marzo. Fu deposto dal generale Henri Namphy il 20 giugno 1988 durante il colpo di Stato del giugno 1988. Corse di nuovo per le presidenziali del 2006 ma fu sconfitto, ricevendo il 12,40% del voto e piazzandosi secondo a molta distanza da René Préval.

## Famiglia
Sua moglie Mirlande Manigat fu candidata alle elezioni presidenziali di Haiti del 2010 e fu sconfitta al ballottaggio da Michel Martelly.

## Riconoscimenti
Leslie Manigat vinse l'Haiti Grand Prize della letteratura nel 2004, consegnatogli alla Miami Book Fair International del 2004. Nominati per conseguire tale premio erano: Edwidge Danticat, René Depestre, Jean-Claude Fignolé, Odette Roy-Fombrun, Frankétienne, Gary Klang, Dany Laferrière e Josaphat-Robert Large.

## Opere
- Une date littéraire, un événement pédagogique – Essay, Port-au-Prince, 1962
- L'Amérique latine au XXe Siècle – History, Université de Paris I Sorbonne, 1973